# Kvinna

Bild av kvinna från Pioneer plaque utsänt i världsrymden.

En kvinna är en fullvuxen människa med biologiskt honkön till skillnad från en vuxen hane, som kallas man. En flicka är en ung hona av arten människa, till skillnad från en ung hane av samma art, som kallas pojke.
Kvinnan kallas det homogametiska könet, med en karyotypisk utgångspunkt, vilket innebär att kvinnan har två X-kromosomer som könskromosomer, eller karyotyp 46,XX. Det biologiska könet bildas av urgonaden, som tidigt under embryonal tid bildar de müllerska och wolffska gångarna. Hos flickfostret tillbakabildas de wolffska gångarna, medan de müllerska gångarna vidareutvecklas till flera av de inre kvinnliga könsorganen, däribland äggstockarna som är endokrina körtlar för kvinnliga könshormoner. Dock har flickfoster i jämförelse med pojkfoster låga nivåer könshormoner. Östrogen i någon större mängd börjar bildas först vid puberteten.

## Fertilitet
Kvinnan har förmåga att föda barn efter puberteten. Vid 45-55 års ålder avtar förmågan att bli gravid med hjälp av de egna äggceller när menopausen inleds, och efter 58 är det ytterst få kvinnor som kan bli gravida. Kvinnor kan genomgå graviditet och föda barn även ett antal år efter menopaus om ett ägg inplanteras.
De fysiska förändringar som tilltar i puberteten är utvecklingen av den kvinnliga kroppsformen, med utvecklade bröst, kvinnlig pubesbehåring samt en stabilisering av rösten i ett ljust tonregister. Kvinnors kroppsform är dels en fråga om inre struktur med ett gracilt skelett och gracila muskler med små fästen för senor och ledband. Bäckenringens ben är mjukt formade och dess utgångsring är så rundad att ett barnhuvud kan passera. Över stussen och bröstkörtlarna har kvinnor mer eller mindre kraftigt utvecklade fettkuddar. Mjölkkörtlarna, som tillväxer under graviditeten ligger inbäddade under dessa och storleken på kvinnans bröst har ingen betydelse för hennes förmåga att amma när hon fött barnet. Medellängden för kvinnor varierar i världen. I Sverige var längden under 1990-talet runt 165 cm.

## Könsfördelning
Det föds fler pojkar än flickor i världen (103-105 pojkar per 100 flickor), även om vissa länder har avvikelser eller mycket stora avvikelser, såsom Kina (118 respektive 100). Därefter ökar andelen överlevande pojkbarn något (107/100 vid 0-14 års ålder, 106/100 mellan 15 och 24 års ålder och 102/100 mellan 25 och 54 års ålder), fram till åldersgruppen 55-64-åringar, då kvinnor är i majoritet (95/100) och över 65 års ålder är fördelningen 80/100. Fördelningen totalt är omkring 101 män per 100 kvinnor.
Kvinnor har en högre medianålder (30,6 år jämfört med männens 29,1 år) och en högre förväntad medellivslängd (70,8 år jämfört med männens 66,7 år) Anledningen är att pojkar och män i alla åldrar har högre dödstal, även som foster.
Historiskt har många samhällen haft ett kvinnoöverskott, dock baserat på säkra källor som inte sträcker sig mer än ett par hundra år tillbaka.

## Biologiskt kön
Individens kön bestäms normalt vid befruktningen, då flickfosters könskromosomer utgörs av två X-kromosomer. Av sina genetiska anlag utvecklas kvinnor med stora individuella variationer. Det är generna i könskromosomerna som styr vilket biologiskt kön individen får, medan både dessa och de övriga 22 kromosomparen styr övriga fysiska egenskaper, som kroppslängd, hår- och ögonfärg. De biologiska skillnaderna förklaras bland annat med skillnader i könshormoner som kroppen och hjärnan utsätts för (mer progesteron och östrogen, mindre testosteron och dihydrotestosteron hos kvinnor).

### Centrala nervsystemet
De genomsnittliga anatomiska skillnaderna mellan kvinnors och mäns hjärnor är mycket små i jämförelse med de individuella skillnaderna, och i jämförelse med de genomsnittliga anatomiska skillnaderna i kroppsstorlek. 
Mannens storhjärna är 8-10 % större än kvinnans. Mannen har 4 % fler hjärnceller än kvinnor och 100 gram mer hjärnvävnad medan kvinnor har något större hjärna än män i förhållande till kroppsvikt om man generaliserar.
I kvinnors temporallob sitter neuronerna genomsnittligen mer kompakt, särskilt i hjärnans språkcentra. Mäns hjärnaktivitet är något mer koncentrerad till den vänstra hjärnhalvan än för kvinnor vars aktivitet är mer jämnt fördelad mellan hjärnhalvorna. Den vänstra hjärnhalvan innefattar medvetande och analytisk förmåga (språk och matematik till exempel) medan den högra enbart undermedvetna tankeprocesser, helhetsuppfattning och spatial (rumslig) orienteringsförmåga, inklusive konstnärlighet och kreativitet. Forskare har även kommit fram till att kvinnor genomsnittligen har ungefär 4 % högre andel vit hjärnsubstans i förhållande till grå hjärnsubstans än vad män har. Grå hjärnsubstans används för att gå igenom information medan vit hjärnsubstans används för att koppla ihop olika processcentra.

## Kvinnans psykologiska könskarakteristik
Även en del av de psykologiska och beteendemässiga skillnaderna anses genetiskt betingade, men påverkas även av miljöbetingelser. Bland annat psykologiprofessorn Janet Shibley Hyde menar att män och kvinnors medfödda psykologi är mycket lika, hon hittade dock tre undantag, nämligen: aggressivitet (främst fysiskt våld och kriminalitet), vissa sexuella aktiviteter (kvinnor onanerar mer sällan än män) och fysisk aktivitet. En brittisk studie som avviker från den etablerade vetenskapliga uppfattningen hävdar dock att kvinnor och män är lika benägna att ta till fysiskt våld. Även sociologen Marja Walldén hävdar att män och kvinnor föds lika aggressiva. Av detta att döma är det således svårt att veta huruvida könsegenskaper är socialt konstruerade eller biologiska då biologer och sociologer ofta är oense och kvantitativa studier ger andra slutsatser än kvalitativa studier.
Det är vanligare att kvinnor gråter och upplever oroskänsla. Fobier, affektiva störningar (humörsvängningar), ångeststörningar och ätstörningar är vanligare bland kvinnor, medan de mer sällan uppvisar uppförandestörningar än pojkar, och vuxna kvinnor mer sällan antisocial personlighetsstörning och substansmissbruk än män.
Kvinnor mognar biologiskt tidigare än män, och även kvinnors intelligenskvot utvecklas något tidigare än män. Sett över livet har kvinnor och män väsentligen samma genomsnittliga intelligenskvot. Det finns dock små genomsnittliga kognitiva skillnader mellan män och kvinnor på olika områden, där kvinnor har en fördel kring ordkunskap och att känna igen ansikten, och män kring lokalsinne i exempelvis skogen och kring tredimensionell problemlösning. Emellertid finns en mindre varians i IQ bland kvinnor, då det finns avsevärt färre utvecklingsstörda kvinnor (med IQ under 70) och också avsevärt färre kvinnor med mycket hög IQ.

### Inlärda eller medfödda beteendeskillnader
Inom biologi och medicin är den etablerade uppfattningen att de beteendeskillnader som finns mellan män och kvinnor har både biologiska och kulturella orsaker.
Vissa filosofiska riktningar, exempelvis delar av feminismen, marxismen och existentialismen, och vissa forskare inom sociologi och genusvetenskap, menar att "kvinna" i huvudsak bara är en social roll, som en person fostras till och som bör avskaffas för att uppnå jämlikhet. Simone de Beauvoir formulerade detta i sitt berömda uttalande: "Man föds inte till kvinna, man blir det".
Patriarkala strukturer uppstod senast i samband med bondestenåldern, och har bevarats i lagstiftning fram till åtminstone 1800-talet, och finns i våra kulturella normer än idag. När världsreligioner som kristendom och islam först spreds förbättrade de jämställdheten, men religiösa företrädare och dogmer har sedan bidragit till att konservera skillnader mellan män och kvinnor och har ofta utgjort hinder för modernismens reformer. I många religiösa riktningar har man tydliga uttalade åsikter om kvinnors-mäns sociala uppgifter och roller. I Sverige är ett känt fall av det religiösa slaget den långdragna striden om kvinnors rätt att utöva prästämbetet. Det är vanligare att kvinnor är religiöst troende och ber dagligen än män, globalt. I västerländska samhällen präglade av kristendom deltar kvinnor dessutom mer ofta i religiösa aktiviteter än män och anser att religion är viktigt, sedan lång tid tillbaka och oavsett hur man mäter, medan dessa könsskillnader inte återfinnes exempelvis inom islam och ortodox judendom.
Ett annat exempel på det svenska samhällets vilja att hålla isär könen är de tidigare bestämmelserna i den nu upphävda namnlagen, bestämmelser som av hänsyn till barnets framtida liv krävde att flickor gavs namn som ansågs passande för flickor och kvinnor och pojkar gavs namn som passade pojkar och män. Detta ändrades successivt via praxis från 2009 så alla förnamn enligt lag anses könsneutrala i Sverige år 2015. Andra skillnader är att i yrkesval söker sig kvinnor oftare till omvårdande yrken, och mer sällan till riskfyllda yrken och (i bland annat västvärlden) tekniska utbildningar. Kvinnor gör mer sällan chefskarriär än män.

## Könstillhörighet
Vissa människor kan vara intersexuella beroende på att de kan ha fått en könskromosom för mycket eller har ett hämmat hormonsystem som gör att hormonerna inte kan verka där de annars skulle.

## Kvinnor inom kulturen

Några olika tecken för "kvinna" och/eller "kvinnlig".

Se även venussymbol.